# ヘレン・ウェインライト

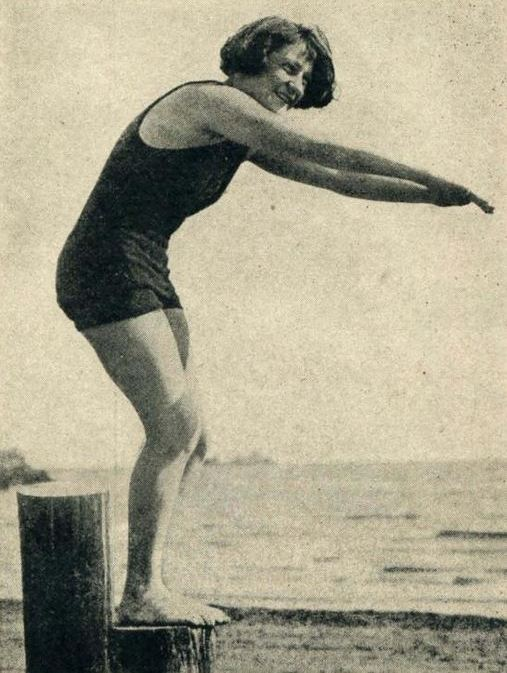
ヘレン・ウェインライト (1922年)

ヘレン・Ｅ・ウェインライト(Helen E. Wainwright、1906年3月15日 - 1965年10月11日) はアメリカの競泳、飛込選手。 結婚後の名前であるヘレン・ステリング (Helen Stelling)としても知られる。1920年と1924年のオリンピックに出場した。
1920年のオリンピックでは女子3m飛板飛び込みで銀メダルを獲得し、1924年には女子400m自由形で銀メダルを獲得した。
1972年に国際水泳殿堂入りをした。現在に至るまで、女性で競泳と飛込の両方で銀メダルを獲得したのは彼女だけである。